# 旭川駐屯地

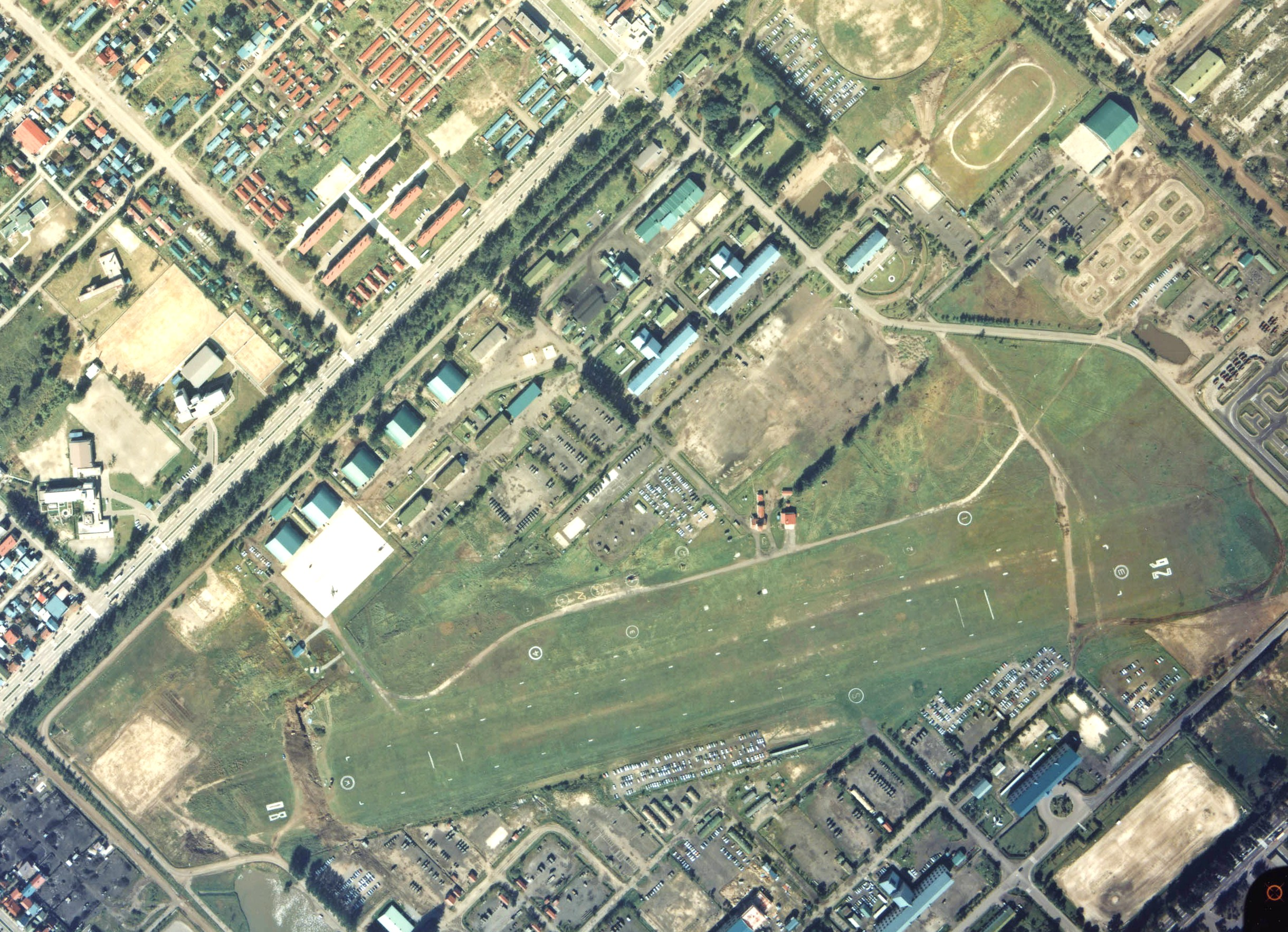
旭川駐屯地滑走路付近の空中写真。（1977年撮影）

旭川駐屯地（あさひかわちゅうとんち、JGSDF Camp Asahikawa）は、北海道旭川市春光町国有無番地に所在し、第2師団司令部等が駐屯している陸上自衛隊の駐屯地である。沼田分屯地、近文台分屯地が隷属する。

## 概要
旭川駐屯地司令は、第2師団副師団長が兼務する。駐屯地の中央に滑走路があり、第2飛行隊による訓練が行われている。また敷地が広大なため、キタキツネや野良猫、時期によってはエゾシカ（近文台分屯地）などの野生動物も生息している。
最寄りの演習場は、近文台演習場。
旭川市は古くから軍都として栄えた街であり、1944年（昭和19年）3月までは大日本帝国陸軍第7師団が駐屯していたことでも知られる。このため、旭川駐屯地内には北鎮記念館が設置され、第七師団ゆかりの品々を見学できる。

## 沿革
警察予備隊旭川部隊
- 1952年（昭和27年）
  - 10月1日：旭川部隊が新設[1]。
  - 10月6日：第2施設大隊が千歳駐屯地から移駐。

保安隊旭川駐屯地
- 1952年（昭和27年）12月21日：第2管区総監部および同付中隊等が札幌駐屯地から移駐[1]。
- 1953年（昭和28年）
  - 1月15日：第2偵察中隊が遠軽駐屯地から移駐。
  - 1月16日：第62連隊本部および本部中隊、第4大隊、第5大隊が美幌駐屯地および恵庭駐屯地から移駐。
  - 3月8日：第2管区総監部開庁式が挙行[2]。
  - 9月1日：旭川駐屯地業務隊が編成完結[1]。
- 1954年（昭和29年）
  - 1月10日：第2管区航空隊が新編[1]。
  - 5月12日：第2偵察中隊が名寄駐屯地へ移駐。

陸上自衛隊旭川駐屯地
- 1954年（昭和29年）
  - 7月1日：

  1. 陸上自衛隊設置に伴い旭川駐屯地が開設される[3]。
  2. 第62連隊が第2特科連隊に称号変更。

  - 9月10日：第5管区隊編成により、第2管区航空隊が第2航空隊に称号変更。
- 1955年（昭和30年）
  - 9月1日：第2特科連隊主力（第2大隊欠）が上富良野駐屯地に移駐。
  - 11月10日：第9普通科連隊（第2大隊欠）が真駒内駐屯地から移駐。
- 1960年（昭和35年）1月14日：

1. 第301基地通信中隊が編成完結。
2. 第380警務隊が編成完結。
3. 第343会計隊が編成完結。

- 1962年（昭和37年）
  - 1月18日：

  1. 第2管区隊が第2師団に改編。
  2. 第9普通科連隊が編成完結。本部管理中隊、4個普通科中隊および重迫撃砲中隊の編成となる。
  3. 第2通信隊が第2通信大隊に称号変更。
  4. 北部方面管制気象隊第1派遣隊を新編。
  5. 第2航空隊を北部方面航空隊第2飛行隊に改編。

  - 3月7日：第2特科連隊主力（第2、第4大隊欠）が上富良野駐屯地から移駐。
- 1966年（昭和41年）
  - 7月30日：第306装輪車整備隊が上富良野駐屯地から移駐[1]。
  - 10月1日：北部方面管制気象隊第1派遣隊が旭川飛行場で管制業務を開始。
- 1973年（昭和48年）3月27日：警務隊の改編により、第380警務隊が第106地区警務隊に改称。
- 1988年（昭和63年）3月25日：

1. 第2後方支援連隊が編成完結。
2. 第2特科連隊第6大隊が第2高射特科大隊に改編。

- 1994年（平成6年）3月28日：北部方面航空隊第2飛行隊が第2師団隷下に編入。
- 1995年（平成7年）3月27日：第9普通科連隊を廃止。
- 2002年（平成14年）3月27日：北部方面後方支援隊の隷下、北部方面輸送隊第101輸送業務隊第2端末地業務班を新編。
- 2008年（平成20年）3月26日：警務隊改編により、第106地区警務隊が第119地区警務隊に改称。
- 2011年（平成23年）4月22日：北部方面混成団の隷下、第52普通科連隊第2普通科中隊が編成完結。
- 2018年（平成30年）3月27日：北部方面輸送隊第101輸送業務隊第2端末地業務班を陸上自衛隊中央輸送隊第1方面分遣隊第2端末地業務班に改編。
- 2019年（平成31年）3月：第2化学防護隊を第2特殊武器防護隊に改編。
- 2022年（令和3年）3月17日：第2師団隷下に第2情報隊を新編[4][5]。
- 2024年（令和6年）3月20日：第2特科連隊第4特科大隊が上富良野駐屯地に移駐。

## 駐屯部隊・機関

### 北部方面隊隷下部隊・機関
- 第2師団
  - 第2師団司令部
  - 第26普通科連隊（一部）
    - 第4普通科中隊

  - 第2特科連隊（第2・第4特科大隊除く）
  - 第2後方支援連隊
    - 旭川自動車教習所（輸送隊管轄）

  - 第2高射特科大隊
  - 第2施設大隊
  - 第2通信大隊
  - 第2情報隊
  - 第2飛行隊
  - 第2特殊武器防護隊
  - 第2師団司令部付隊
  - 第2音楽隊
- 北部方面混成団
  - 第52普通科連隊
    - 本部管理中隊
      - 旭川出頭（即応予備自衛官出頭地）

    - 第2普通科中隊
- 北部方面航空隊
  - 北部方面管制気象隊 
    - 第1派遣隊
- 北部方面システム通信群
  - 第101基地システム通信大隊
    - 第301基地通信中隊
- 北部方面会計隊
  - 第343会計隊
- 旭川駐屯地業務隊
- 自衛隊旭川地方協力本部

### 防衛大臣直轄部隊
- 警務隊
  - 北部方面警務隊
    - 第119地区警務隊
- 陸上自衛隊中央輸送隊
  - 第1方面分遣隊
    - 第2端末地業務班

### 共同の部隊
- 自衛隊情報保全隊
  - 北部情報保全隊
    - 旭川情報保全派遣隊

## 広報施設
- 顕彰記念館・北鎮記念館

## 駐屯していた部隊
- 1954年（昭和29年）5月12日移駐
  - 第2偵察中隊：1953年（昭和28年）1月15日（遠軽駐屯地）から移駐。名寄駐屯地へ移駐。
- 1988年（昭和63年）3月25日改編
  - 第2特科連隊第6大隊「2特-6-本」：第2高射特科大隊に改編。
- 1995年（平成7年）3月27日廃止
  - 第9普通科連隊「9普-本」：1955年（昭和30年）11月10日（真駒内駐屯地）から移駐。

- 2008年（平成20年）3月26日改編
  - 第106地区警務隊「106警」：第119地区警務隊に改編。
- 2018年（平成30年）3月27日改編
  - 北部方面輸送隊第101輸送業務隊第2端末地業務班：陸上自衛隊中央輸送隊第1方面分遣隊第2端末地業務班に改編。
- 2019年（平成31年）3月改編
  - 第2化学防護隊「2化」：第2特殊武器防護隊に改編。
- 2024年（令和6年）3月20日移駐
  - 第2特科連隊第4特科大隊「2特-4-本」：上富良野駐屯地に移駐。

## 旭川飛行場
1943年（昭和18年）に第七師団の兵員を動員し、衛戍地内に造成された「軍用飛行場」である。但し第七師団の敷地内には、大正時代半ば頃から草地を転圧しただけの簡易的な広場が有り、小型機の離着陸に供されていた。この飛行場は、滑空訓練場とされた愛国飛行場（上川郡神楽村神楽岡・現：旭川市緑が丘）を除き、旭川空港が開港するまでは上川地方唯一、動力機が離着陸できる飛行場であった。
第2飛行隊は通常の飛行訓練のほかにも、山岳遭難に際して捜索・救難に参加したり、北海道知事の要請によって道北の僻地・離島の急患搬送を行うこともある。必要に応じて小型飛行機やヘリコプターなどの緊急着陸も可能である。
- 旭川駐屯地滑走路。駐屯地創立記念行事にて。滑走面が芝生であることが確認できる。手前の道路は北地区と南地区を結ぶ道路がある。
- 旭川飛行場（1947年）
国土交通省 国土地理院 地図・空中写真閲覧サービスの空中写真を基に作成

## 最寄の幹線交通
- 高速道路：道央自動車道 旭川鷹栖IC
- 一般道：国道12号、国道39号、国道40号、国道237号、国道275号、北海道道37号鷹栖東神楽線、北海道道72号旭川幌加内線、北海道道90号旭川環状線、北海道道294号東川東神楽旭川線
- 鉄道：JR北海道宗谷本線/函館本線/石北本線/富良野線 旭川駅
- 飛行場：旭川空港（第二種空港）

## 重要施設
- 西旭川変電所（二次変電所）（旭川市）